# Maechidius serigranosus
Maechidius serigranosus är en skalbaggsart som beskrevs av Heller 1914. Maechidius serigranosus ingår i släktet Maechidius och familjen Melolonthidae. Inga underarter finns listade i Catalogue of Life.